# Tara Laskowski
Pour les articles homonymes, voir Laskowski.
Tara Laskowski est une romancière et une nouvelliste américaine, auteure de roman policier.

## Biographie
Tara Laskowski est l'épouse de l'écrivain Art Taylor.
Elle est lauréate du prix Agatha 2018 de la meilleure nouvelle pour The Case of the Vanishing Professor et 2019 du meilleur premier roman pour One Night Gone.

## Œuvre

### Romans
- One Night Gone (2019)
- The Mother Next Door (2021)

### Recueils de nouvelles
- Bystanders (2016)
- Modern Manners for Your Inner Demons (2017)

## Prix et distinctions

### Prix
- Prix Agatha 2018 de la meilleure nouvelle pour The Case of the Vanishing Professor[1]
- Prix Agatha 2019 du meilleur premier roman pour One Night Gone[1]
- Prix Thriller 2020 de la meilleure nouvelle pour The Long-Term Tenant[2]
- Prix Anthony 2020 du meilleur premier roman pour One Night Gone[3]
- Prix Macavity 2020 du meilleur premier roman pour One Night Gone[4]
- Prix Agatha 2023 du meilleur roman contemporain pour The Weekend Retreat[1]

### Nominations
- Prix Mary Higgins Clark 2020 pour One Night Gone[5]
- Prix Sue Grafton 2020 pour One Night Gone[6]
- Prix Lefty 2020 du meilleur premier roman pour One Night Gone[7]
- Prix Anthony du meilleur livre de poche 2022 pour The Mother Next Door[3]